# Markaz Fuwah
Markaz Fuwah (arabiska: مركز فوة) är en region i Egypten.   Den ligger i guvernementet Kafr el-Sheikh, i den norra delen av landet, 140 km norr om huvudstaden Kairo.